# Abenomika
Abenomika je novotvar, který vznikl koncem roku 2012 v Japonsku. Označuje ekonomická opatření, které japonský premiér Šinzó Abe představil jako odpověď na oslabující ekonomiku a rostoucí veřejný dluh Japonska, který dosahuje 218,9 % HDP (2012 odhad). Abenomika se opírá o tři základní pilíře; expanzivní měnovou politiku ze strany japonské centrální banky (Bank of Japan - BoJ), podporu obnovy regionů zasažených tsunami fiskální politikou společně s investicemi do infrastruktury a zaměření na podporu domácích podniků.

## Pilíře abenomiky
Abenomika staví na třech pilířích, které se týkají různých oblastí japonské ekonomiky.

### Pozitivní inflace
První krok je spojován s dosazením Haruhiko Kurody do čela japonské centrální banky. Haruhiko Kuroda byl dříve ředitelem Asijské rozvojové banky. Záhy začala BoJ skupovat státní dluhopisy a další aktiva. Hlavním cílem je dosažení pozitivní inflace na úrovni dvou procent. Mimoto je cílem zdvojnásobení peněžních prostředků v japonské ekonomice.

### Investice do infrastruktury
Investice do infrastruktury se považují za druhý pilíř abenomiky. Japonská infrastruktura je ovšem relativně vyspělá a proto se budou vyhrazené prostředky využívat hlavně na opravy. Důležitou součástí druhého pilíře jsou rekonstrukce po zemětřesení a vlně tsunami z roku 2011. Část rozpočtu připadne také na rozvoj regionů.

### Podpora domácích firem
Třetí pilíř se zaměřuje jak na podporu domácích, ale také zahraničních podniků. Pilíř počítá s vytvořením ekonomických zón, které mají lákat zahraniční investory. Samozřejmostí je podpora nových technologií, inovací a vzdělanosti a to především zvýšením mezinárodní prestiže japonských univerzit. Třetí pilíř také počítá s podporou žen na pracovním trhu a zvýšení konkurenceschopnosti japonských zemědělců.

## Kritika abenomiky
Navzdory mnoha pozitivním ohlasům má abenomika také věcnou kritiku. Např. kvůli odkupování dluhopisů, které zaručuje financování aktuálního dluhu Japonska na co nejnižší úrovni (součást prvního pilíře) je kritizována BoJ kvůli možné ztrátě nezávislosti.
Za první čtvrtletí roku 2013 po zavedení abenomiky vykázalo Japonsko v meziročním srovnání růst HDP o 3,5 %, což je nejrychleji mezi vyspělými zeměmi G7.